# Liste der Monuments historiques in Clérey-sur-Brenon
Die Liste der Monuments historiques in Clérey-sur-Brenon führt die Monuments historiques in der französischen Gemeinde Clérey-sur-Brenon auf.

## Liste der Objekte
| Bezeichnung | Beschreibung                           | Standort                       | Kennzeichnung | Schutzstatus | Datum | Bild |
| ----------- | -------------------------------------- | ------------------------------ | ------------- | ------------ | ----- | ---- |
| Pietà       | Stein, farbig gefasst, 16. Jahrhundert | in der Kirche St-Élophe (Lage) | PM54001463    | Inscrit      | 1997  |      |